# Black Hills
|  | Per a altres significats, vegeu «Guerra de les Black Hills». |

Els Black Hills (en anglès turons negres) són una serralada que s'estén des de la zona de les Grans Planes a Dakota del Sud fins a l'estat de Wyoming als Estats Units. La serralada es troba separada del conjunt més important anomenat les muntanyes Rocoses, formant una espècie d'illa. Els Black Hills es consideren un lloc sagrat. Els turons s'anomenen així pel seu aspecte fosc des de lluny, ja que estan coberts d'arbres de fulla perenne.
La zona té una llarga tradició històrica i cultural com a territori dels indis lakota i xeiene. Una expedició liderada pel general Custer hi descobrí or, fet que provocà una Febre de l'or en aquest territori, i la invasió de colons va provocar l'anomenada Guerra de les Black Hills. A causa del resultat d'aquesta guerra hi va haver una migració forçada de les tribus que vivien a la zona.
Un dels més grans atractius turístics de la zona és avui en dia el conjunt del Mont Rushmore. També s'hi pot trobar un memorial al líder amerindi Cavall Boig.
Després de conquerir els xeiene el 1776, els lakota van ocupar el territori dels Black Hills, que es va convertir en un centre de la seva cultura. El 1868, el govern dels EUA va signar el Tractat de Fort Laramie de 1868, establint la Gran Reserva Sioux a l'oest del riu Missouri, i eximint els Black Hills de tot assentament blanc per sempre. Tanmateix, quan els colons hi van descobrir or l'any 1874, com a resultat de l'expedició a Black Hills de George Armstrong Custer, els miners van entrar a la zona en una febre de l'or. El govern dels EUA va ocupar els Black Hills i va traslladar a la força els Lakota, després de la Guerra de les Black Hills, a cinc reserves més petites a l'oest de Dakota del Sud, venent-ne 36.000 km² de la seva antiga terra. A diferència de la major part de Dakota del Sud, els Black Hills van ser poblats per europeus principalment des de nuclis de població a l'oest i el sud de la regió, ja que els miners s'hi van reunir des de llocs anteriors del boom de l'or a Colorado i Montana.
A mesura que l'economia dels Black Hills s'allunyava dels recursos naturals (mineria i fusta) des de finals del segle xx, les indústries de l'hostaleria i el turisme han crescut per ocupar el seu lloc. Els locals solen dividir els Black Hills en dues àrees: The Southern Hills i The Northern Hills. Els turons del sud acullen el Mont Rushmore, el Parc Nacional de la Cova del Vent, el monument nacional Jewel Cave, el pic Black Elk (el punt més alt dels Estats Units a l'est de les Muntanyes Rocoses, el parc estatal de Custer (el parc estatal més gran de Dakota del Sud), el Crazy Horse Memorial, i The Mammoth Site a Hot Springs, la instal·lació de recerca de mamuts més gran del món.
Les atraccions dels turons del nord són Spearfish Canyon, l'històric Deadwood i el Sturgis Motorcycle Rally, que se celebra cada agost. El primer ral·li es va celebrar el 14 d'agost de 1938 i el 75è ral·li del 2015 va veure que més d'un milió de ciclistes van visitar els Black Hills. Devils Tower National Monument, situat als Black Hills de Wyoming, és una important atracció propera i va ser el primer monument nacional dels Estats Units.

## Origen etimològic
El nom prové d'una traducció del lakota Pahá Sápa i fa referència a la fosca aparença dels seus cims arrodonits a causa del pendent cobert d'arbres que es visualitza a la distància.
Als sioux els va ser garantit un acord de drets sobre la regió en 1868; no obstant això, el descobriment d'or en 1874 va portar l'arribada de miners blancs i la conseqüent Guerra de les Black Hills (1876), incloent-hi la Batalla de Little Big Horn.

## Història

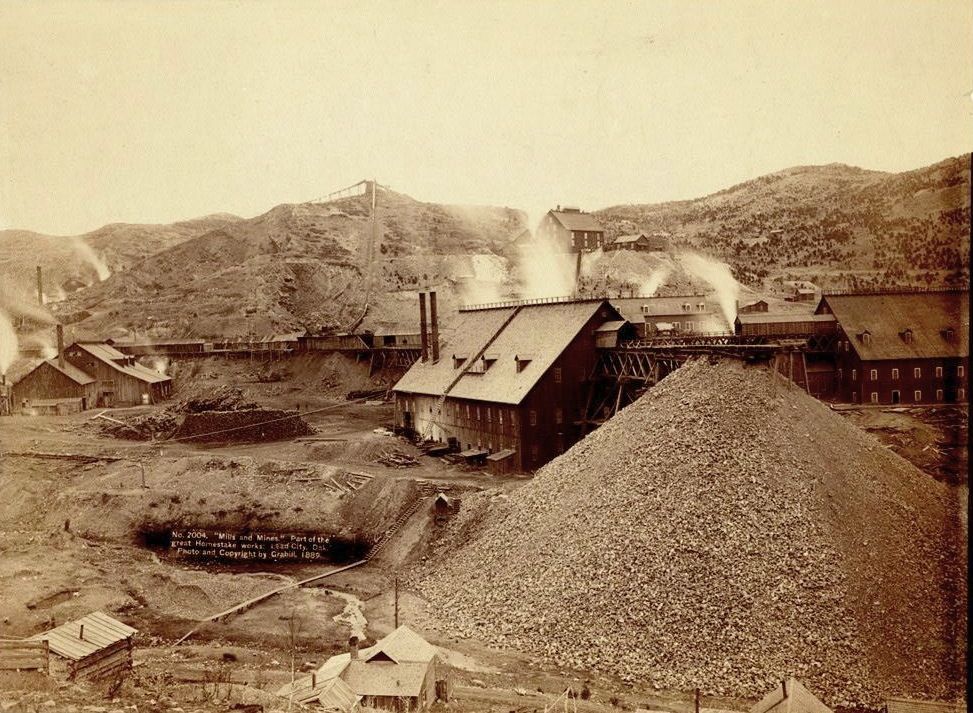
Una mina d'or a Black Hills, l'any 1889.

Tot i que la història escrita de la regió comença amb la dominació sioux de la terra sobre les tribus natives Arikara, els investigadors disposen de registres estratigràfics i de datació del carboni per analitzar la primera història de la zona. Els científics han pogut utilitzar la datació amb carboni per avaluar l'edat de les eines trobades a la zona, que indiquen una presència humana que es remunta a l'11500 aC amb la cultura Clovis. Els registres estratigràfics indiquen canvis ambientals a la terra, com ara patrons d'inundacions i sequeres. Per exemple, les inundacions a gran escala de les conques de Black Hill es produeixen amb una probabilitat de 0,01, fent que aquestes inundacions es produeixin una vegada cada cent anys. Tanmateix, durant l'anomalia del clima medieval, o el període càlid medieval, les inundacions van augmentar a les conques. Un registre estratigràfic de la zona mostra que durant aquests quatre-cents anys es van produir tretze inundacions centenàries a quatre de les conques de la regió, mentre que les mateixes quatre conques dels vuit-cents anys anteriors només van experimentar nou inundacions.

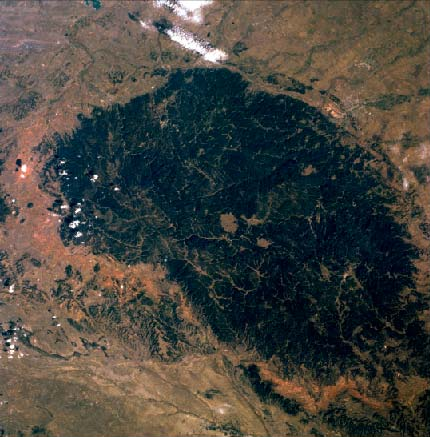
Imatge des del Transbordador espacial de 2006 dels Black Hills

### Activitat humana inicis-moderna
Els arikares van arribar l'any 1500 dC, seguits dels xeiene, els crow, els kiowa i els pawnee. Els lakota (també coneguts com a sioux) van arribar de Minnesota al segle XVIII i van expulsar les altres tribus, que es van traslladar cap a l'oest. Van reclamar la terra, que van anomenar Ȟe Sápa (muntanyes negres). Les muntanyes van ser conegudes comunament com els Black Hills.

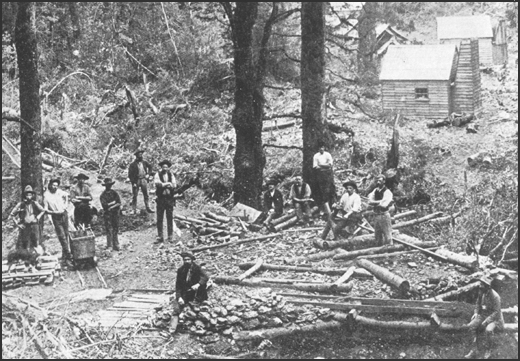
Miners d'or als Black Hills

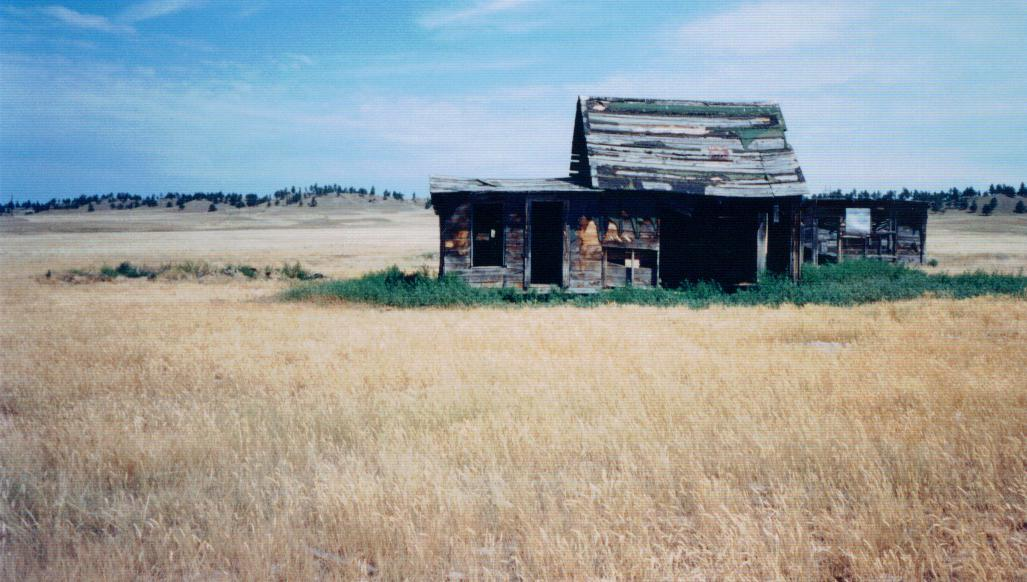
Cabaña abandonada a prop de Dewey, al sud de Black Hills

En 1743 aquestes muntanyes van ser explorades per primera vegada per un europeu, el francès Pierre Gaultiers, un militar, comerciant de pells i explorador francocanadenc durant l'última guerra entre França i les colònies britàniques d'Amèrica del Nord.
 Els caçadors i comerciants de pell tenien uns quants tractes amb els nadius americans.
Després de conquerir el Cheyenne en 1776, els lakota es van fer càrrec del territori de les Black Hills, que es va convertir en el centre de la seva cultura.
Els europeus nord-americans van envair cada cop més el territori lakota. Per tal d'assegurar el pas segur dels colons al camí d'Oregon, i per acabar amb la guerra intertribal, el govern dels Estats Units va proposar el Tractat de Fort Laramie de 1868, que va establir la Gran Reserva Sioux a l'oest del riu Missouri i va reconèixer el control indígena dels Black Hills. El tractat va protegir els Black Hills «per sempre» dels assentaments europeus-americans. Tant els sioux com els xeienes també reclamaven drets sobre la terra, dient que les seves cultures la consideraven l'axis mundi, o centre sagrat del món.
Quan els nord-americans van descobrir or en aquesta regió en 1874, com a resultat d'això, George Armstrong Custer va començar l'expedició, els miners es van establir a la zona durant la febre de l'or. Els periodistes que acompanyaven l'expedició van fer un anunci oficial d'or. L'any següent, la Partida Newton-Jenney va dur a terme la primera investigació detallada dels Black Hills. L'agrimensor del grup, la doctora Valentine McGillycuddy, es va convertir en el primer estatunidenc a pujar al cim del Black Elk Peak. Aquest punt més alt dels Black Hills és a 2.207 m sobre el nivell del mar.
Durant la febre de l'or de 1875–1878 milers de miners van anar als Black Hills; el 1880, la zona era la part més densament poblada del Territori de Dakota. Tres grans ciutats es van desenvolupar als turons del nord: Deadwood, Central City i Lead. Al voltant d'aquests grups agrupats en campaments d'or més petits, ciutats i pobles. Hill City i Custer City van sorgir als turons del sud. Els ferrocarrils es van construir ràpidament un una zona anteriorment remota. A partir de 1880, les mines d'or donaven uns 4.000.000 de dòlars anuals, i les mines de plata uns 3.000.000 de dòlars anuals.

### Conquesta americana dels Black Hills

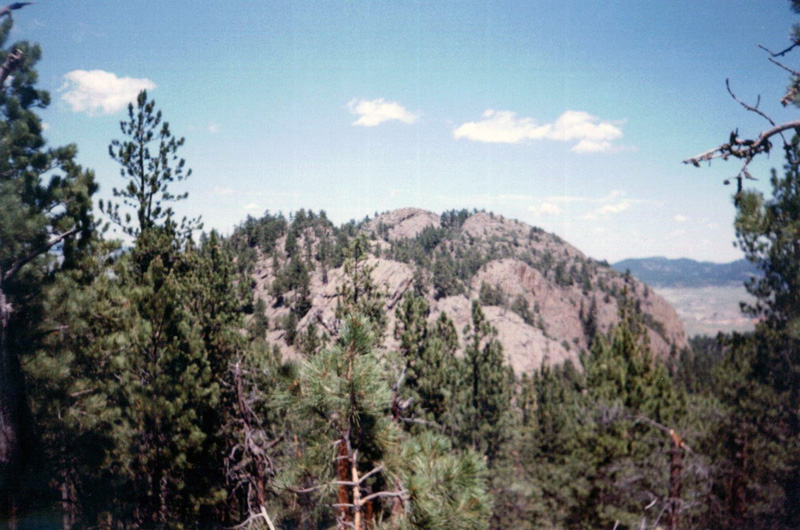
Inyan Kara és una muntanya sagrada per al poble lakota

El conflicte pel control de la regió va provocar la Guerra de les Black Hills (1876), també coneguda com la Gran Guerra Sioux, l'última gran guerra índia a les Grans Planes. Després de la derrota dels Lakota i els seus aliats xeiene i arapahos el 1876, els Estats Units van prendre el control de les Black Hills i el govern dels Estats Units va reassignar als lakotes, en contra de la seva voluntat, a altres reserves a l'oest de Dakota del Sud, provocant una migració forçada de les tribus ameríndies cap a territoris més al sud. Això va provocar una repoblació amb gent majoritàriament formada per nord-americans d'origen europeu, principalment dels centres de població cap a l'oest i sud de la regió, ja que els miners es van congregar des de principis de l'auge de l'or a Colorado i a Montana.
Malgrat les seves reubicacions forçades, els lakota mai van acceptar la validesa de l'apropiació dels EUA. Han continuat intentant recuperar la propietat i van presentar una demanda contra el govern federal.

### Reclamacions territorials delseglexx
El 23 de juliol de 1980, a Estats Units v. Sioux Nation of Indians el Tribunal Suprem dels Estats Units va dictaminar que els Black Hills van ser ocupats il·legalment pel govern federal i va ordenar la remuneració del preu inicial d'oferta més els interessos, gairebé 106 milions de dòlars. Els lakota van rebutjar l'assentament, ja que volien que els Black Hills fossin retornats. Els diners romanen en un compte que genera interessos, que, a partir del 2015, supera els 1.200 milions de dòlars, però els Lakota encara es neguen a agafar els diners. Creuen que acceptar l'acord permetria al govern dels EUA justificar la presa de possessió dels Black Hills.
L'any 2012, el Relator especial de les Nacions Unides, James Anaya, va realitzar una gira de 12 dies per la terra dels nadius americans per determinar com els EUA estan duent a terme la Declaració de les Nacions Unides sobre els drets dels pobles indígenes, aprovada el 2010 per l’administració Obama. Anaya es va reunir amb tribus de set estats en reserves i zones urbanes, així com amb membres de l'administració d'Obama i del Comitè d'Afers Indis del Senat. En una apel·lació emesa el 21 d'agost de 2012, Anaya va presentar una venda de més de 1.900 acres de terreny a Black Hills per part de la família Reynolds a l'atenció del govern dels EUA i va demanar que revelés les mesures adoptades pels governs federals o estatals per abordar les preocupacions dels sioux sobre la venda de la terra dins de Reynolds Prairie. Aquestes hectàrees consisteixen en cinc extensions de terra, inclòs el lloc sagrat Pe' Sla per als pobles Dakota, Lakota i Nakota; Els nadius dels Black Hills van recaptar fons per comprar la terra durant la venda dels Reynolds.
El 15 de gener de 2013, els EUA van respondre, dient a Anaya que «entén que diverses tribus van comprar el lloc sagrat de Pe' Sla al voltant del 30 de novembre de 2012», el que significa que el Pe' Sla és oficialment terra sioux. Després que 2.022 acres de Pe' Sla (Reynolds Prairie) van rebre l'estatus de confiança de l'Índia federal per part de l'Oficina d'Afers Indis el març de 2016, la tribu Shakopee Mdewakanton va publicar un comunicat reconeixent la compra de terres el 2012 de 1.940 acres de Pe' Sla i també va declarar que aquesta compra va ser el resultat d'un esforç conjunt de les tribus sioux Rosebud, Shakopee Mdewakanton, Crow Creek i Standing Rock. El març de 2017, el comtat de Pennington va acceptar abandonar la seva reclamació a l'àrea de Pe' Sla i reconèixer el seu estatus de confiança federal india. El 2016, la tribu Cheyenne del Sud i Arapaho d'Oklahoma, la tribu Cheyenne del Nord de Montana i la tribu Rosebud Sioux de Dakota del Sud van comprar terres a prop del lloc sagrat de Bear Butte per 1,1 milions de dòlars. El 2018, la tribu Cheyenne del Nord de Montana i la tribu Arapahoe d'Oklahoma es van unir per comprar terres a prop de Bear Butte per 2,3 milions de dòlars.
Avui dia, la població total de les reserves properes i de la Base Aèria d'Ellsworth creen una diversitat única diferent de la de la resta de Wyoming o Dakota del Sud.

## Geologia

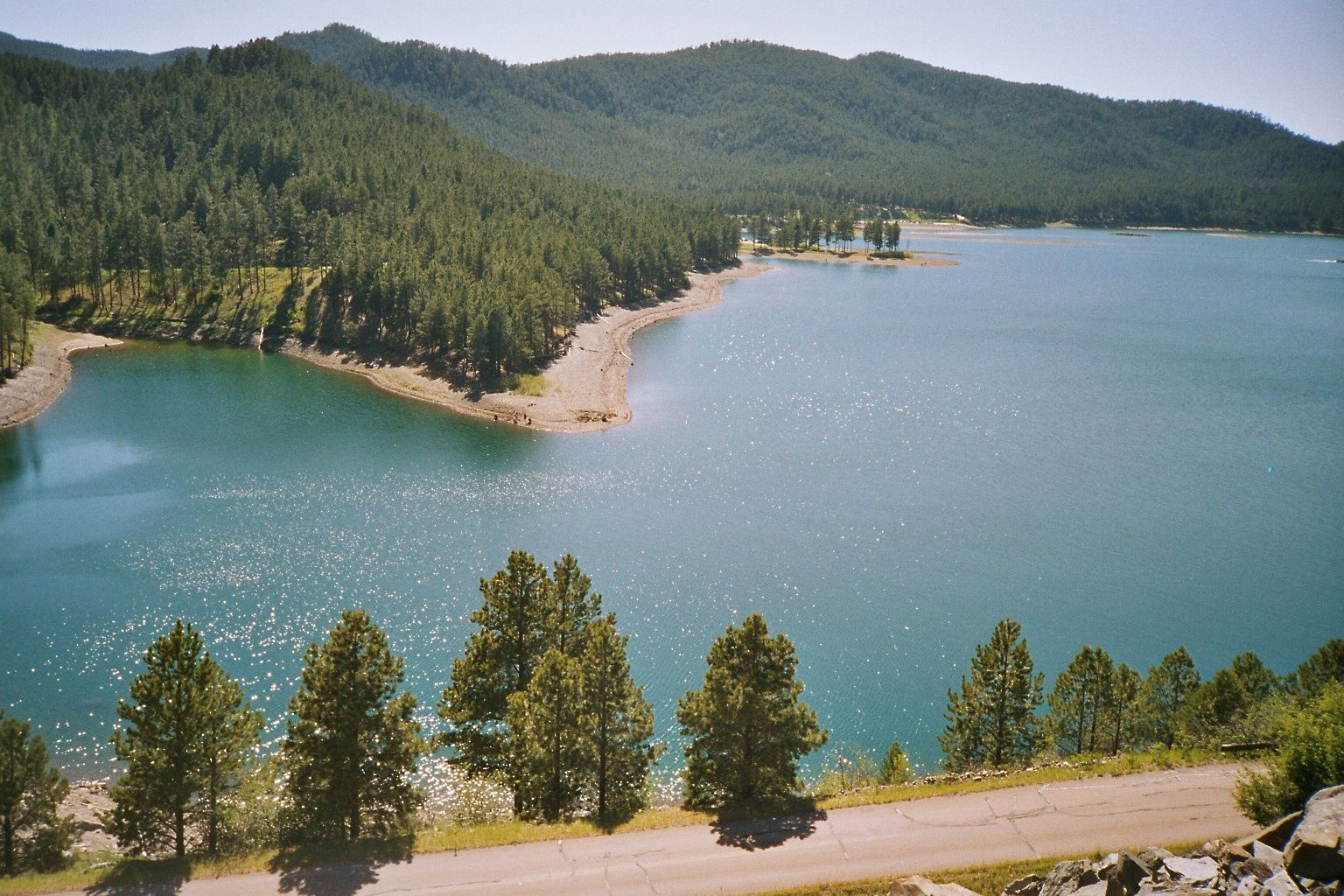
Llac d'origen glacial a Black Hills.

La geologia de Black Hills és complexa. Un episodi ocorregut a la Era Terciària és el responsable de l'elevació i la topografia actual de la regió. Aquest aixecament es va caracteritzar per l'activitat volcànica al nord de les Black Hills.
Les Black Hills del sud es caracteritzen per granit Precambrià, pegmatita, i les roques metamòrfiques que conformen el nucli de tot l'aixecament de la zona. Aquest nucli està brodat per roques sedimentàries del Paleozoic, Mesozoic i Cenozoic.
L'estratigrafia de les Black Hills es presenta com un objectiu, ja que és una cúpula ovalada, amb anells de diferents tipus de roca d'immersió del centre.

## Biologia
Igual que amb la geologia, la biologia de les Black Hills és complexa. La major part dels turons són un bosc de pi ponderosa juntament amb una varietat de la Picea glauca (Picea glauca var. Densata) que es donen a les valls humides dels turons del nord. Curiosament, aquesta varietat endèmica d'avet no es dona a les humides muntanyes Bear Lodge, que conformen la major part de la porció dels Black Hills a Wyoming. Els grans prats de muntanya amb exuberants pastures en lloc de boscos es troben dispersos a través dels turons (especialment la porció occidental) i l'extrem sud dels turons, a causa de la menor quantitat de precipitació en comparació amb les elevacions més altes, que estan cobertes per una sabana seca de pins, amb arbustos de Cercocarpus i Juniperus scopulorum. La fauna és molt diversa i abundant. Els rierols dels turons són coneguts per les seves truites, mentre que els boscos i praderies ofereixen un bon hàbitat pel bisó americà, el cérvol cua blanca i el cérvol mula, l'antílop americà, el Mufló de les muntanyes Rocoses, pumes, i una gran varietat d'animals petits, com els gossets de les praderies, la marta nord-americana, els esquirols vermells, les marmotes i els esquirols de Bryant.
Biològicament, les Black Hills són un lloc de trobada i barreja, amb espècies comunes a les regions a l'est, oest, nord i sud. Els turons, però, són llar d'uns quants tàxons endèmics, el més famós és probablement Junco hyemalis aikeni. Algunes altres espècies endèmiques són el caragol de Cooper. Algunes aus que només viuen a les Black Hills i que no existeixen a la resta de Dakota del Sud són Gymnorhinus cyanocephalus, Perisoreus canadensis, Picoides dorsalis, Cinclus mexicanus i Bonasa umbellus, entre d'altres.

## Economia i turisme

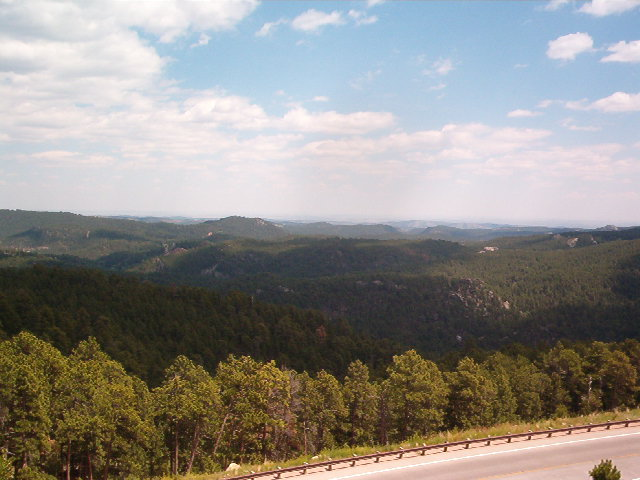
Black Hills davant del mont Rushmore

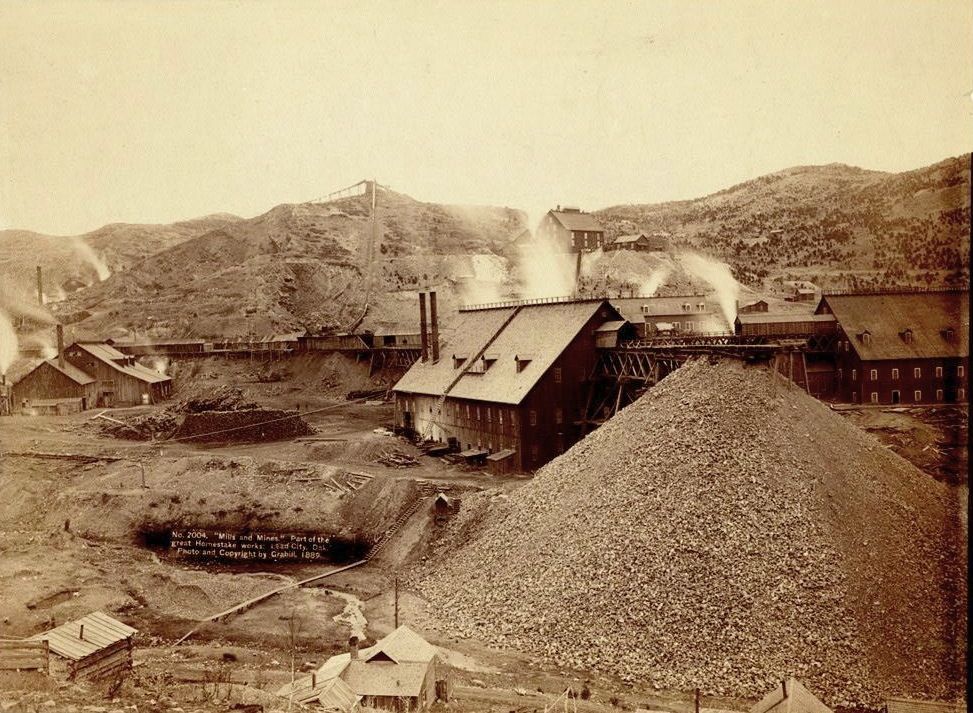
Mina Homestake el 1889

L'economia dels Black Hills s'ha desplaçat dels recursos naturals (mineria i fusta), la indústria de l'allotjament i el turisme ha crescut fins a ocupar el seu lloc. La regió acull el Memorial Nacional del Mont Rushmore, el Parc Nacional Wind Cave, el Monument Nacional Jewel Cave, Black Elk Peak, el Parc Estatal de Custer (el parc estatal més gran de Dakota del Sud i un dels més grans dels Estats Units), el Parc Estatal Bear Butte., Devils Tower National Monument i el Crazy Horse Memorial. The Black Hills també acull la Sturgis Motorcycle Rally cada agost. El ral·li es va iniciar el 1940 i el 65è ral·li del 2005 va veure que més de 550.000 ciclistes van visitar els Black Hills. És una part clau de l'economia regional.
El sender George S. Mickelson és un camí polivalent obert recentment pels Black Hills que segueix la pista abandonada de la ruta històrica del ferrocarril d’Edgemont a Deadwood. El tren solia ser l'única manera de portar subministraments als miners dels turons. El camí té uns 170 km de llargada, i pot ser utilitzat per excursionistes, esquiadors de fons i ciclistes. El cost és de 4 dòlars al dia o 15 dòlars anuals.
Avui, la ciutat principal dels Black Hills és Rapid City, amb una població de gairebé 70.000 habitants i una població metropolitana de 125.000. Serveix una àrea de mercat que cobreix gran part de cinc estats: Dakota del Nord i del Sud, Nebraska, Wyoming i Montana. A més del turisme i la mineria (incloent-hi el carbó, els minerals especialitzats i la mineria d'or ara en declivi), l'economia de Black Hills inclou la ramaderia (oví i bestiar, principalment, amb bisons i ràtites cada cop més freqüents), fusta (fusta), Ellsworth Air Force Base, i algunes fàbriques, com ara joies d'or de Black Hills, ciment, electrònica, mobles, armes i municions.
En molts aspectes, Black Hills funciona com una àrea urbana molt estesa amb una població (sense comptar els turistes) de 250.000 habitants. Altres ciutats i pobles importants de Black Hills són:
- Belle Fourche, una ciutat ramadera
- Custer, una ciutat minera i turística i seu del Black Hills National Forest
- Deadwood, una meca històrica i ben conservada del joc
- Hill City, una ciutat de fusta i turisme al centre de Hills, on el ferrocarril central de Black Hills opera trens de vapor històrics sobre l'antiga línia CB&Q fins a Keystone.
- Hot Springs, una antiga ciutat turística al sud de Hills
- Keystone, una ciutat turística als afores del mont Rushmore
- Lead, llar de la mina Homestake (or) ara tancada i la instal·lació de recerca subterrània de Sanford
- Newcastle, centre de producció i rafinatge de petroli de Black Hills
- Spearfish, seu de la Black Hills State University
- Sturgis, originàriament una ciutat militar. Ara famosa per un dels ral·lis de motocicletes més grans del món.

## Llocs d'interès
Entre les atraccions turístiques es troben el poble miner de Deadwood, el Mont Rushmore, el Monument Nacional Jewel Cave, el parc nacional Wind Cave i el parc estatal Custer, tots a Dakota del Sud i el Monument Nacional de Devils Tower a Wyoming.